# Wait and Bleed
"Wait and Bleed" är en låt av det amerikanska metalbandet Slipknot som medverkar på deras 1999 års självbetitlade debutalbum. Låten mixades om med mer framträdande ren sång och släpptes som albumets ledande singel i juli 1999. Singeln nådde plats 34 på Billboards Hot Mainstream Rock Tracks-lista.

## Mottagande
"Wait and Bleed" gav Slipknot deras första Grammy Award-nominering 2001 för "Best Metal Performance", men de förlorade mot Deftones "Elite". Låten vann en Kerrang! Award för bästa singel vid 2000 års Kerrang! Awards. Låten nådde en del kommersiell framgång och nådde plats 34 på Hot Mainstream Rock Tracks-topplistan och plats 27 på UK Singles Chart. It was also ranked number 36 on VH1's "40 Greatest Metal Songs" list. Denna låt, tillsammans med "Left Behind", "Pulse of the Maggots" och "Snuff", släpptes som nedladdningsbara låtar för spelserien Rock Band.

## Musikvideor
Det finns två musikvideor för "Wait och Bleed"; den första, regisserad av Thomas Mignone, innehåller live-bilder från ett uppträdande med studiospåret överdubbat. Den andra, känd som "leranimations-versionen", skildrar bandmedlemmarna som små, animerade, dockliknande varelser inuti ett laboratorium bebott av en man som försöker att fånga dem. Så småningom får bandet honom att ramla omkull och bli stucken av insekter. Medan bandet står runt mannen, täcker Chris Fehns docka honom i bensin, och samtidigt som bandet stirrar på honom, tänder Shawn Crahan eld på honom och mannen dör.

## Låtlista
Alla låtar är skrivna och framförda av Slipknot.
CD-singel
1. "Wait and Bleed" (Terry Date mix) – 2:34
2. "Spit It Out" (Overcaffeinated Hyper Version) – 2:28
3. "(sic)" (Molt-Injected Mix) – 3:28

- Innehåller Wait and Bleeds live-musikvideo.

Promo CD-singel
1. "Wait and Bleed" (Radio Mix) – 2:30
2. "Wait and Bleed" (LP Mix) – 2:27
3. "Call-Out Hook" (LP Mix) – 0:12

Promo kassettsingel
1. "Wait and Bleed"
2. "Me Inside" (icke-albumspår)

## Medverkande
| Slipknot – produktion - (#0) Sid Wilson – turntables - (#1) Joey Jordison – trummor - (#2) Paul Gray – bas - (#3) Chris Fehn – slagverk - (#4) Josh Brainard - gitarr - (#5) Craig Jones – sampler, media - (#6) Shawn Crahan – slagverk - (#7) Mick Thomson – gitarr - (#8) Corey Taylor – sång | Övriga - Ross Robinson – produktion, mixning - Chuck Johnson – ljudtekniker, mixning, remix på spår 2 - Rob Agnello – additional engineering - Sean McMahon – mixning på spår 2 - Terry Date – remix på spår 1 - Ulrich Wild – remix på spår 3 - Eddy Schreyer – mastering - Thomas Mignone – musikvideoregissör |